# Panicum robustum
Panicum robustum är en gräsart som beskrevs av Bryan Kenneth Simon. Panicum robustum ingår i släktet vipphirser, och familjen gräs. Inga underarter finns listade i Catalogue of Life.